# Neotrichia pinarenia
Neotrichia pinarenia är en nattsländeart som beskrevs av Lazar Botosaneanu 1980. Neotrichia pinarenia ingår i släktet Neotrichia och familjen smånattsländor. Inga underarter finns listade i Catalogue of Life.